# Nusign 2.4
Nusign 2.4 è stata la prima grande esposizione dedicata alla street art europea. Si è tenuta alla Gallery Art Core di Parigi nel 2004 organizzata dallo studio L'Aragneè. Gli invitati erano tutti i maggiori artisti europei attivi fino a quel momento. Svoltasi tra il 18 luglio ed il 24 luglio, ha raccolto tutte le rappresentazioni dell'arte di strada, definita dall'artista HNT "un art guerrier, barbare, et sophistiqué" .

## Artisti Invitati
Tra gli altri, hanno fatto parte della mostra artisti di primo piano del genere come 108, Akim, Akroe, André, Baschz, BO130, CKE, Eko, El Tono, ERS, Cke, Gomes, Microbo, Miss Van, Honet, Influenza, Stak, Viagrafik, Zebra, ZEVS.